# Eike von Repgow
Eike von Repgow (alternativně Eike von Repkow; * 1180 ~ 1235), pocházející z nynějšího Reppichau v Sasku-Anhaltsku, byl středověký autor Saského zrcadla – středověké právní knihy. O jeho životě je známo velmi málo údajů, za pravděpodobné se považuje jeho vzdělání v katedrální škole v Halberstadtu nebo v Magdeburku.

## Fotogalerie

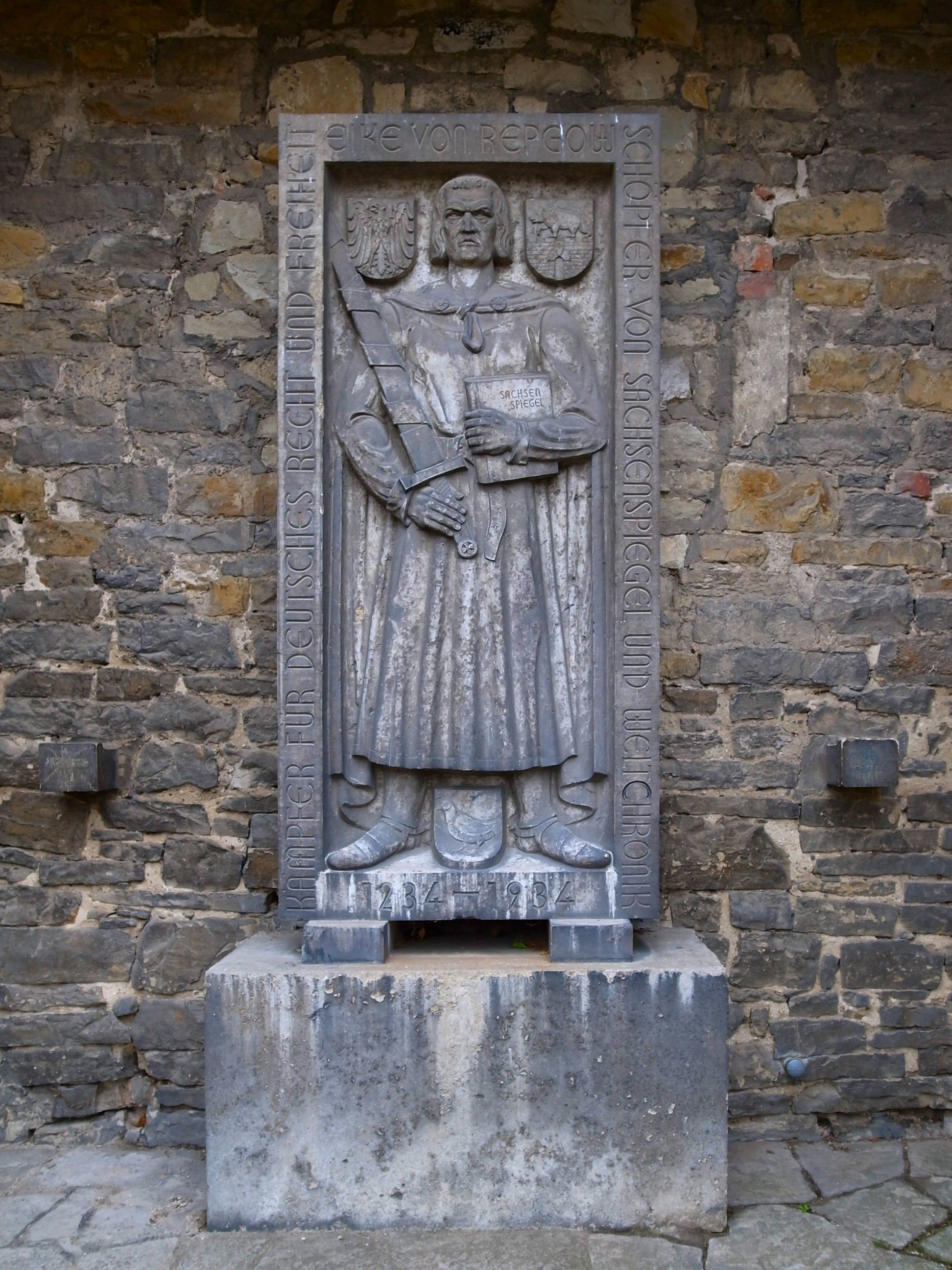
Eike von Repgow (Reppichau)
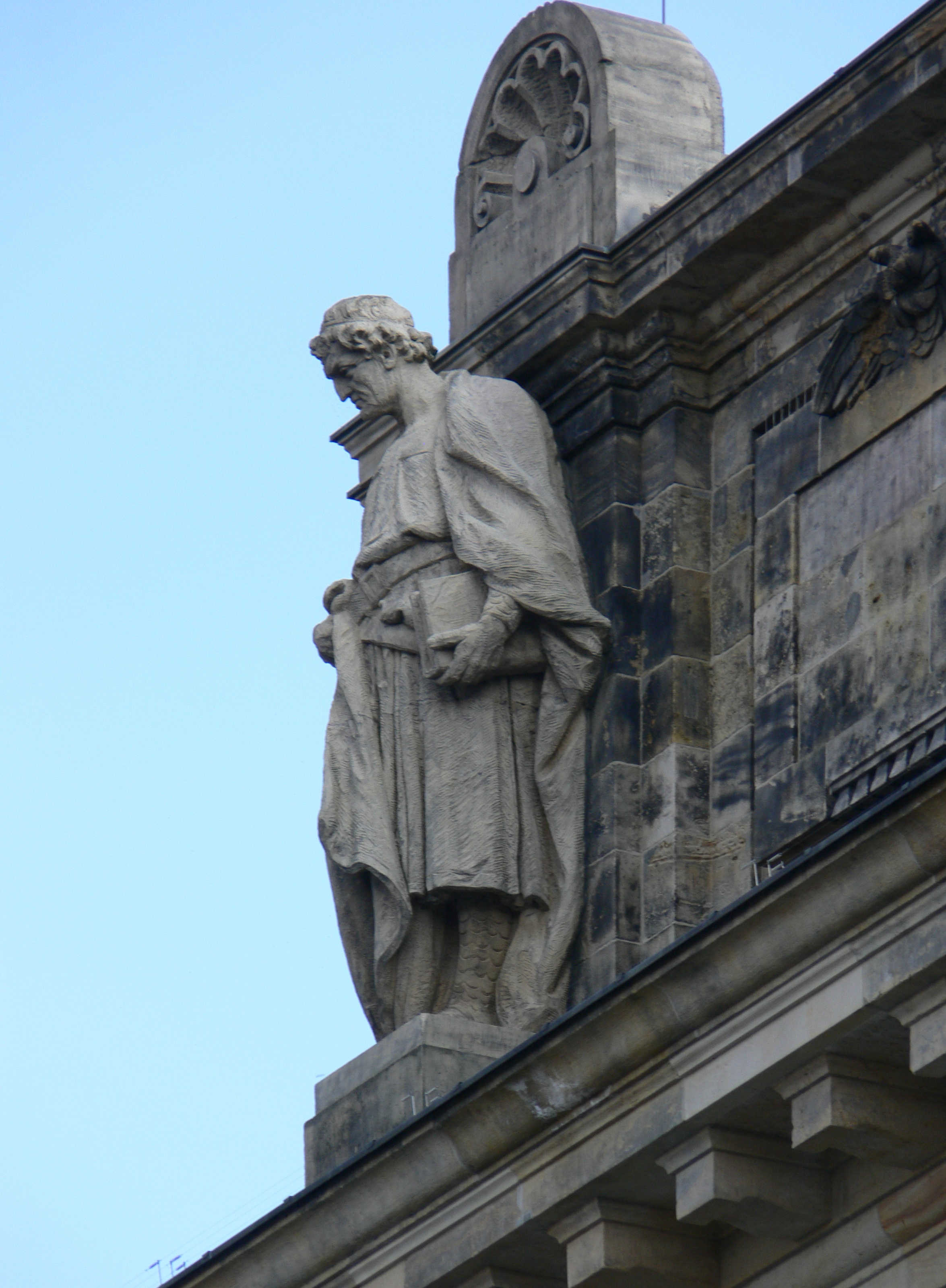
Eike von Repgow (budova soudu, Lipsko)
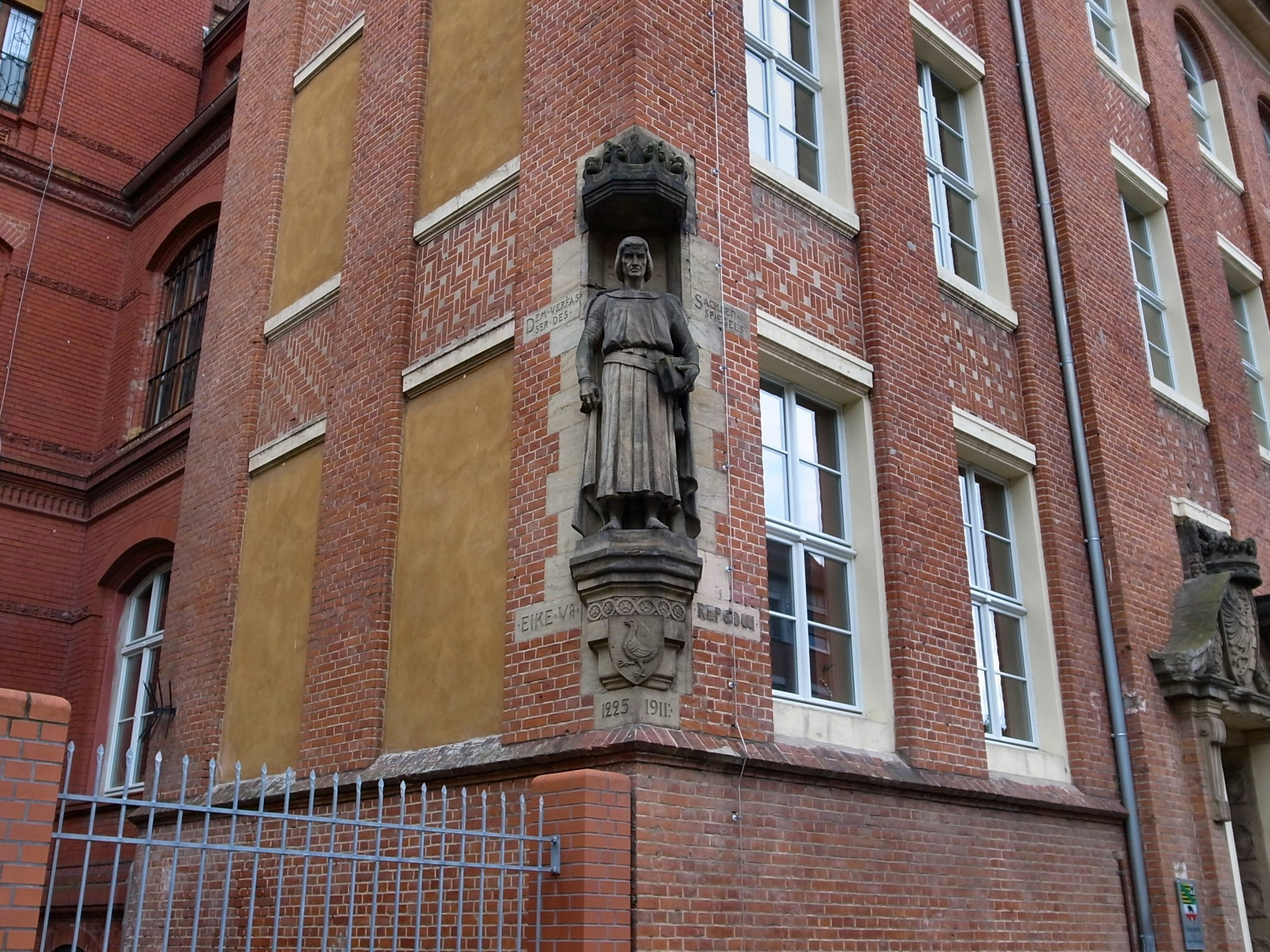
Eike von Repgow (Dessau)
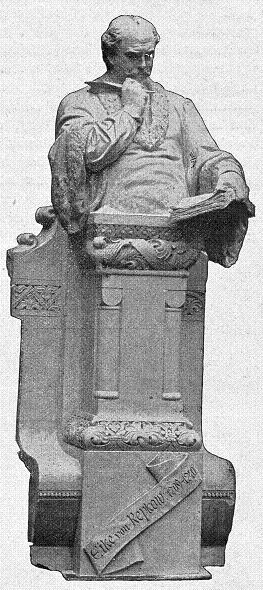
Eike von Repgow (Siegesallee, Berlín)